# GraphPad Prism
| {{Software-stub}} |

GraphPad Prism（グラフパッド プリズム）は、1989年に設立されたGraphPad Software社のグラフ作成・統計ソフトウェアである。 
医学・薬学・生物学・ライフサイエンス分野における統計解析やグラフ作成に用いられており、生存分析、主成分分析、t検定、OneWay/TwoWay ANOVAなどを行える。
日本では有限会社エムデーエフより GraphPad Prism日本語アドオンが販売されている。